# Jacques Rivière

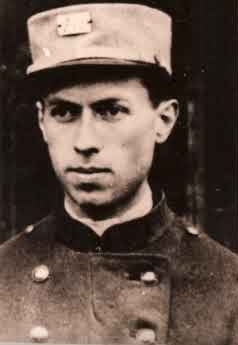
Jacques Rivière als Soldat (um 1914)

Jacques Rivière (* 15. Juli 1886 in Bordeaux; † 14. Februar 1925 in Paris) war ein französischer Schriftsteller.

## Leben

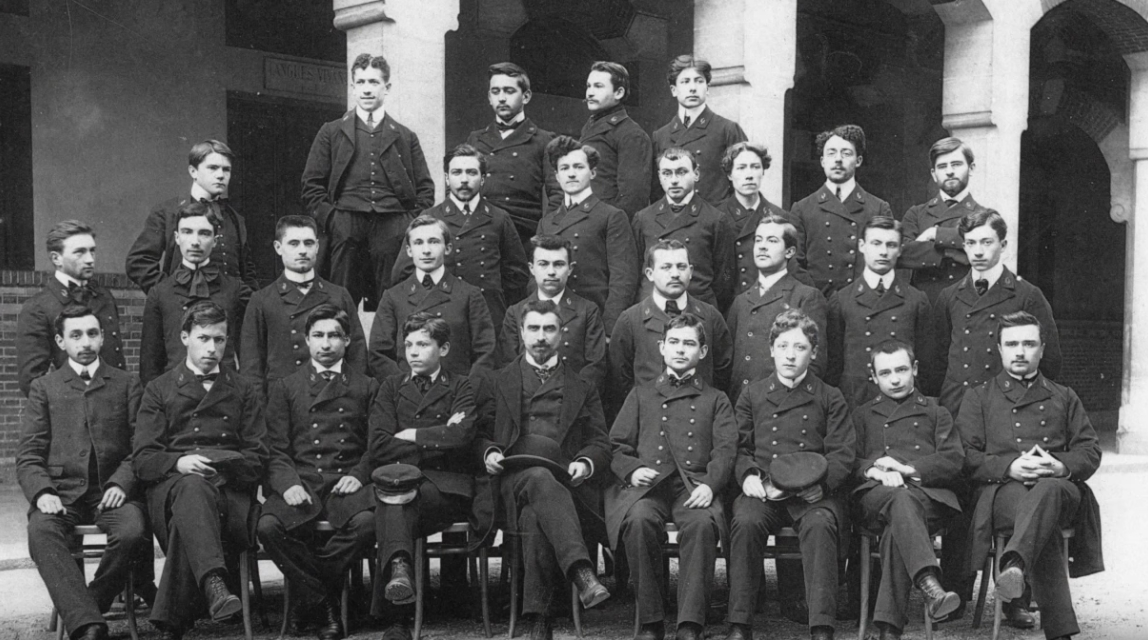
Lakanal-Gymnasium, Internatsschüler der Klasse 1904, 1. Reihe, zweiter von li. Jacques Rivière

Jacques Rivière stammte aus einer Arztfamilie und besuchte nach dem Baccalauréat in Bordeaux (1903) die Vorbereitungsklassen für die École normale supérieure auf dem Lycée Lakanal in Sceaux bei Paris. Hier befreundete er sich mit einem ebenfalls literarisch passionierten Mitschüler, Alain-Fournier, mit dem er in ständigem, oft täglichem Briefwechsel blieb.
Nachdem er, wie auch Alain-Fournier, bei der Aufnahmeprüfung zur ENS keinen der kontingentierten Studienplätze erhalten hatte, ging er 1905 zurück nach Bordeaux. Dort legte er nach kurzem Studium (die beiden Jahre Lakanal waren anrechenbar) ein Universitätsexamen ab, die licence ès lettres, mit der man Gymnasiallehrer im Angestelltenverhältnis werden konnte. Hiernach absolvierte er seinen Wehrdienst.
Anschließend (1907) ging er wieder nach Paris, um sich auf die agrégation vorzubereiten, die Rekrutierungsprüfung für beamtete Gymnasialprofessoren, und zugleich an einer Dissertation zu arbeiten. Er verdiente schon Geld als mäßig bezahlter Gymnasiallehrer, so dass er 1908 die Schwester Alain-Fourniers heiraten konnte. Auch knüpfte er Kontakte in der Pariser literarischen Szene und schrieb für die Zeitschrift L'Occident. Seine Karrierepläne an Schule oder Universität gab er irgendwann auf.
1912 wurde er Redaktionssekretär der jungen Zeitschrift La Nouvelle Revue Française (NRF), für die er auch selber zahlreiche Literaturkritiken verfasste. Er gehörte zu den Wenigen, die Marcel Prousts 1913 erschienenen Roman Du côté de chez Swann positiv aufnahmen, während die französische Kritik überwiegend negativ reagierte und sein Redaktionskollege André Gide das Manuskript für den Gallimard-Verlag abgelehnt hatte. Nicht zuletzt auf Rivières Drängen (und Gides Umdenken) hin wurde Proust nun doch ein Verlagswechsel von Grasset zu Gallimard angeboten, den dieser aber zunächst ablehnte und erst 1916 vollzog. Im Juni und Juli 1914 veröffentlichte Rivière Auszüge aus dem in Arbeit befindlichen zweiten Band in der Nouvelle Revue, ebenso im Juni 1919. Nach dem Ende des Ersten Weltkriegs erschienen bei Gallimard der zweite Band der Romanfolge Auf der Suche nach der verlorenen Zeit im November 1918, À l’ombre des jeunes filles en fleurs, und 1919 eine Neuauflage des ersten Bandes Du côté de chez Swann. 
Ab 1913 wandte Rivière sich zunehmend dem Katholizismus zu. Als am 1. August 1914 der Erste Weltkrieg ausbrach, wurde er eingezogen und geriet schon am 24. August in deutsche Kriegsgefangenschaft. Ein missglückter Fluchtversuch brachte ihn für eine Weile in ein Straflager. Gegen Kriegsende erkrankte er und wurde in die neutrale Schweiz entlassen, wo man ihn jedoch zunächst in einem Internierungslager festhielt.
Nach mehr als vier Jahren zurück in Paris, brachte er 1919 die NRF neu in Gang und wurde wieder bis zu seinem Tode 1925 ihr Redaktionssekretär. Er starb mit knapp 39 an Typhus. Sein anschließend langjähriger Nachfolger wurde Jean Paulhan, den er einige Zeit zuvor als Sekretär eingestellt hatte.
Den ursprünglich erhofften Durchbruch als eigenständiger Autor schaffte Rivière nicht. Er stellte nur einen einzigen kürzeren Roman fertig (Aimée). Sein restliches, durchaus umfängliches und von Kennern hochgeschätztes Werk besteht aus essayistischen Texten, Literaturkritiken und Autorenporträts (z. B. von Arthur Rimbaud, Marcel Proust, François Mauriac, Paul Valéry, Saint-John Perse, Jean Giraudoux, Jules Romains oder Louis Aragon), aus Tagebüchern und den zahlreichen Briefen, die er u. a. mit Paul Claudel, Antonin Artaud und Alain-Fournier wechselte. Ein großer Teil dieser Texte wurde von seiner Witwe gesammelt herausgegeben oder aus dem Nachlass erstmals publiziert.

## Werke
- L'Allemand, 1918
dt.: Der Deutsche. Erinnerungen und Betrachtungen eines Kriegsgefangenen. (Aus dem Französischen und mit einem Nachwort von Daniele Raffaele Gambone), Lilienfeld Verlag, Düsseldorf 2014, ISBN 978-3-940357-12-0, auch als E-Book erhältlich: ISBN 978-3-940357-47-2
- Aimée, 1922
- Florence, 1935
- Correspondence 1907-1914.
dt.: Ich will die Antwort: Der Briefwechsel des Dichters Paul Claudel mit einem jungen Intellektuellen. Arena, Würzburg 1966. Zuerst als: Briefwechsel 1907–1914. 1928.
- Rimbaud, Paris, Simon Kra, 1931. 
dt.: Rimbaud. Aus d. Franz. von Armin Volkmar Wernsing. Verlag Eckhard Becksmann, Freiburg/Br. 1968; Neuausgabe: Matthes und Seitz, München 1979, ISBN 3-88221-303-5. 
  - Rimbaud. Ein Essai. Neuausgabe: Autonomie und Chaos, Berlin 2022, ISBN 978-3-945980-65-1 pdf
- Carnets 1914-1917. Fayard, Paris 2001, ISBN 2-213-61115-7.